# بیماری‌زایی

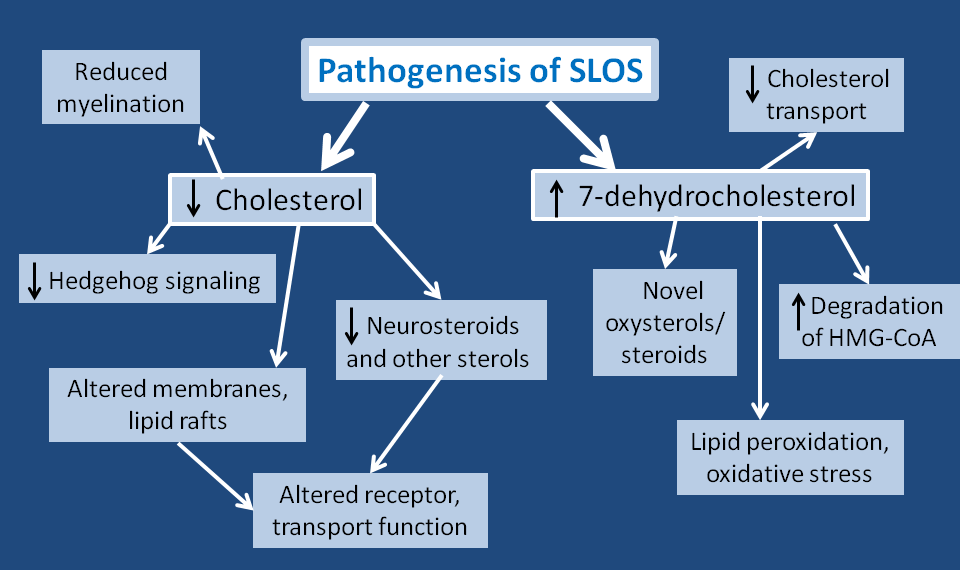
نحوه بیماری زایی یک نوع سندرم

بیماری‌زایی (پاتوژنز) (به انگلیسی: Pathogenesis) سازوکاری است که باعث ایجاد بیماری می‌گردد.
گونه‌های بیماری‌زایی دربرگیرندهٔ عفونت میکروبی، بافت‌مردگی، بدخیمی و التهاب می‌گردد. این اصطلاح برای بیان ماهیت بیماری و پیشرفت آن بکار برده می‌شود، خواه بیماری حاد، مزمن، یا بازگشته باشد. بیماری‌زاها عواملی هستند که دارای توان و ظرفیت ایجاد بیماری در جانداران هستند.